# Centralnyj (rejon szczokiński)
Centralnyj (ros. Центральный) – osiedle w Rosji, w obwodzie tulskim, w rejonie szczokińskim. W 2010 liczyło 106 mieszkańców.